# Insolitudes
Albums de Johnny Hallyday
Country, Folk, Rock
(1972) Je t'aime, je t'aime, je t'aime
(1974)
Singles
1. (SP) Avant - Tu peux partir si tu le veux
Sortie : 22 novembre 1972
2. (SP) Comme un corbeau blanc - La Musique que j'aime
Sortie : 14 février 1973
3. (SP) Le Feu - J'ai besoin d'un ami
Sortie : septembre 1973

Insolitudes est le 16e album studio de Johnny Hallyday, il sort le 25 avril 1973.
L'album est réalisé par Lee Hallyday. 

## Autour de l'album
- Référence originale  : Philips 6325 025
- Seconde édition : Philips 9101 041

- édition CD en 2000 en fac-similé, référence originale : 546 965-2

En 1973, Gary Wright est membre du groupe anglais Spooky Tooth qui vient de sortir son 5e album "You Broke My Heart So I Busted Your Jaw", sur lequel ils reprennent en anglais Le Feu (Wildfire) et Moraya (Moriah).

## Réception
Selon l'édition française du magazine Rolling Stone, cet album est le 34e meilleur album de rock français.

## Titres
| 1.  | La Musique que j'aime                                | Michel Mallory              | Johnny Hallyday              | 5:08 |
| 2.  | Tu peux partir si tu le veux                         | Michel Mallory              | Johnny Hallyday              | 3:25 |
| 3.  | Comme un corbeau blanc                               | Gilles Thibaut              | Jean Renard                  | 3:40 |
| 4.  | Le Sorcier maudit                                    | Michel Mallory              | Richard Tate, Angelo Finaldi | 2:49 |
| 5.  | La Prison des orphelins (en duo avec Michel Mallory) | Michel Mallory              | Johnny Hallyday              | 3:38 |
| 6.  | Soupçons (Suspicious Minds)                          | Michel Mallory (adaptation) | Mark James                   | 3:07 |
| 7.  | Le Feu                                               | Michel Mallory              | Gary Wright                  | 3:42 |
| 8.  | La Solitude                                          | Michel Mallory              | Luke Spagnudo, Frank Carillo | 4:54 |
| 9.  | Moraya                                               | Michel Mallory              | Gary Wright                  | 3:09 |
| 10. | J'ai besoin d'un ami                                 | Michel Mallory              | Johnny Hallyday              | 2:06 |
| 11. | Le Droit de vivre                                    | Michel Mallory              | Johnny Hallyday              | 4:50 |

## Musiciens
- Ingénieur du son : Chris Kimsey (en), Keith Grant, Keith Harwood (en), Bill Bradley, Jean-Claude Charvier
- Orchestre de Jean-Claude Vannier sur Comme un corbeau blanc
- Arrangements de Jacques Denjean sur Soupçons, J'ai besoin d'un ami
- Guitare : Jean-Pierre Azoulay ("Rolling"), Bob Mayo (en), Frank Carillo, Peter Frampton, Jerry Donahue
- Steel guitar : B.J. Cole (en)
- Basse : Angelo Finaldi, Klaus Voormann
- Batterie : Richard Tate, Barry De Suza, Bryson Graham (en)
- Orgue : Jean-Marc Deuterre, Jacques Denjean, Gary Wright
- Saxophone ténor : Bobby Keys
- Saxophone, Flûte : Jim Horn
- Trompette, Trombone : Jim Price (musician) (en)
- Chœurs : Madeline Bell (en), Liza Strike, Kay Garner

## Classements hebdomadaires
| Classement (2000) | Meilleure position |
| ----------------- | ------------------ |
| France (SNEP)     | 36                 |